# Glider (videojuego)
Glider es un videojuego de Macintosh escrito por John Calhoun y publicado como shareware en 1988 bajo la compañía Soft Dorothy Software. En 1991, una  versión coloreada de Glider que incluía un nivel de edición fue publicado por Casady & Greene como Glider 4.0. (Una versión de Glider 4 para la plataforma de Windows que sería lanzada en torno a 1994.) En 1994, Casady & Greene publicó una versión mejorada del juego, GliderPRO, para la plataforma Mac. Cuando Casady & Greene declaró bancarrota en 2003, los derechos del juego volvieron a pertenecer al autor, quién optó dar el juego gratis en su web por un periodo de tiempo.
El objetivo del juego es volar un avión de papel a través de las habitaciones de una casa. Corrientes de aire de los conductos de aire y los ventiladores interferirían el movimiento del avión, mientras que los objetos domésticos normalmente causaban la muerte. Algunas habitaciones tienen una mecánica especial, como la capacidad de deslizar sobre superficies grasientas. Cada habitación está presentada como una vista bidimensional.
Calhoun escribió algunos otros juegos Macintosh, como Glypha, Pararena, y Stella Obscura pero Glider era la más popular.

## Jugabilidad
El reto principal es simplemente evitar la colisión con el suelo, u obstáculos como el mobiliario. Los obstáculos móviles incluyen balones de baloncesto que botan, tostadas que vuelan, gotas de goteo. Velas y otro objetos deportivos flameantes bajo una corriente de aire hacia arriba  y una llama letal. Colisión con "enemigos" y los balones son también letales, pero estos se pueden evitar abajo con el uso de bonificaciones como bandas de goma. Los otros elementos de bonificación son hojas de papel (vidas extras), distintos tipos de relojes (puntos), y baterías (velocidad aumentada termporalmente.) GliderPRO incluye dos bonificaciones nuevas: papel de aluminio (escudo para colisiones en vuelo) y tanques de helio (igual a las baterías, es temporal, el planeador flota hacia arriba).
Un elemento de rompecabezas fue añadido a la jugabilidad que cambiaba el control de ventilaciones, luces, aplicaciones domésticos e incluso enemigos.
Glider 4.0 fue diseñado alrededor de habitaciones dentro de una casa y el tema del juego incluía elementos como claustrofobia y tiempo de tormentas. GliderPRO incorporó ambientes exteriores además de ambientes interiores, y tuvo un tema diferente qué incluía cosas como tiempo soleado y el inicio de vacaciones de verano.

### Casas
Los niveles se denominan "casas" en Glider, aunque un nivel puede contener cualquier cantidad de edificios individuales, así como al aire libre, el alcantarillado, u otras secciones. Las casas son enteramente auto-contenidos, y cualquiera de ellos son inmediatamente disponibles para el juego. Planeador PRO fue lanzado junto con una casa real llamado Slumberland, y una casa de demostración. Un lanzamiento de CD posterior del juego presentó 14 casas más. Más allá de esto, una inmensa cantidad de casas son disponibles para descargar en sitios web de seguidores.
Las casas pueden ser creadas y editadas utilizando el editor de casa incorporado en la versión "clásica" de GliderPRO. Un programa independiente para crear y editar casas fue incorporada con Glider 4.0.

## Recepción
Dentro de los juegos Mac, Glider PRO fue alabado por su jugabilidad entretenido y no-violento, además había un modo de juego de dos jugadores que no requería módems o una red.

## Legado
Dos revistas en línea mensuales, GliderTech y El Cockpit fueron publicados entre 1995 y 1997 durante el apogeo de GliderPRO. GliderTech Publicó editoriales, revisiones de casas, consejos para construir casas y cada caso estaba acompañado por uno o dos casas con ejemplos de obstáculos o técnicas que podría ser utilizado en creación de casa.
En 2006, Mark Arenz formó con Calhoun para construir una versión de Glider PRO hecho en Adobe Flash.
En el 20 de junio de 2014, una versión de Glider para OS X 10.7 o posterior, fue lanzado en el Mac App Store. Esta versión está también disponible para el iPhone e iPad como Glider Classic. Ambos son de la compañía Dorothy Soft LLC.
En el 27 de enero de 2016, el código fuente, los gráfico, y dato de sonido de GliderPRO fue publicado en GitHub bajo la licencia de GNU Licencia Pública General v2.